# 風立ちぬ (2013年の映画)
『風立ちぬ』（かぜたちぬ）は、2013年7月20日に公開されたスタジオジブリ制作の日本のアニメーション映画。原作・脚本・監督は宮崎駿。
宮崎が『モデルグラフィックス』誌上にて発表した連載漫画『風立ちぬ』を原作とする。航空技術者・堀越二郎の半生と、作家・堀辰雄の小説の内容が、主な題材となった。映画のポスターには両名の名を挙げており、「堀越二郎と堀辰雄に敬意を込めて」と記されている。
キャッチコピーは、「生きねば。」
2013年9月、宮崎は本作を最後に長編アニメ製作からの引退を発表したが、後に『君たちはどう生きるか』の制作にあたっている。

## あらすじ
飛行機に憧れている少年・堀越二郎は、夢に現れた飛行機の設計家・カプローニ伯爵に励まされ、自分も飛行機の設計家になることを志す。青年になった二郎は東京帝国大学で飛行機の設計学を学び、関東大震災が発生した際に乗車していた汽車の中で偶然出逢った少女・里見菜穂子と、菜穂子の女中である絹を助ける。
世間は世界恐慌による大不景気へと突入していた。東京帝国大学を卒業した二郎は飛行機開発会社「三菱」に就職する。"英才"と会社から評価される二郎は上司たちからも目をかけられ、企業の命運を左右する一プロジェクトの頓挫やドイツへの企業留学など仕事に打ち込んだ。
その結果入社から5年後、大日本帝国海軍の七試艦上戦闘機開発プロジェクトの先任チーフに大抜擢されるが、完成した飛行機は空中分解する事故を起こしてしまう。飛行機開発において初の挫折を経験し意気消沈した二郎は、避暑地のホテルで休養を取り、そこで思いかけずに菜穂子と再会する。元気を取り戻した二郎は、菜穂子との仲を急速に深めて結婚を申し込む。菜穂子は自分が結核であることを告白したが、二郎は病気が治るまで待つことを約束して、二人は婚約する。
しかし、菜穂子の病状は良くなるどころか悪化の一途を辿る。菜穂子は二郎とともに生き続けることを願い、人里離れた病院に入院する。二郎は菜穂子に付き添って看病したかったが、飛行機の開発を捨てるわけにはいかず、そのまま菜穂子と結婚して毎日を大切に生きることを決意する。
二人の決意を知った二郎の上司・黒川の自宅にある離れに間借りして、二人は結婚生活を送りはじめた。しかし、菜穂子は日増しに弱っていく。飛行機が完成して試験飛行が行われる日の朝、菜穂子は二郎を見送ると、置き手紙を残して密やかに二郎の元を去り、サナトリウムに戻る。
ふたたび夢に現れたカプローニ伯爵は、二郎が作った飛行機を褒め称えるが、二郎は自分の飛行機が一機も戻ることはなかったと打ちひしがれる。しかし、同じ夢の中で再会した菜穂子から「生きて」と語りかけられる。

## 作品解説

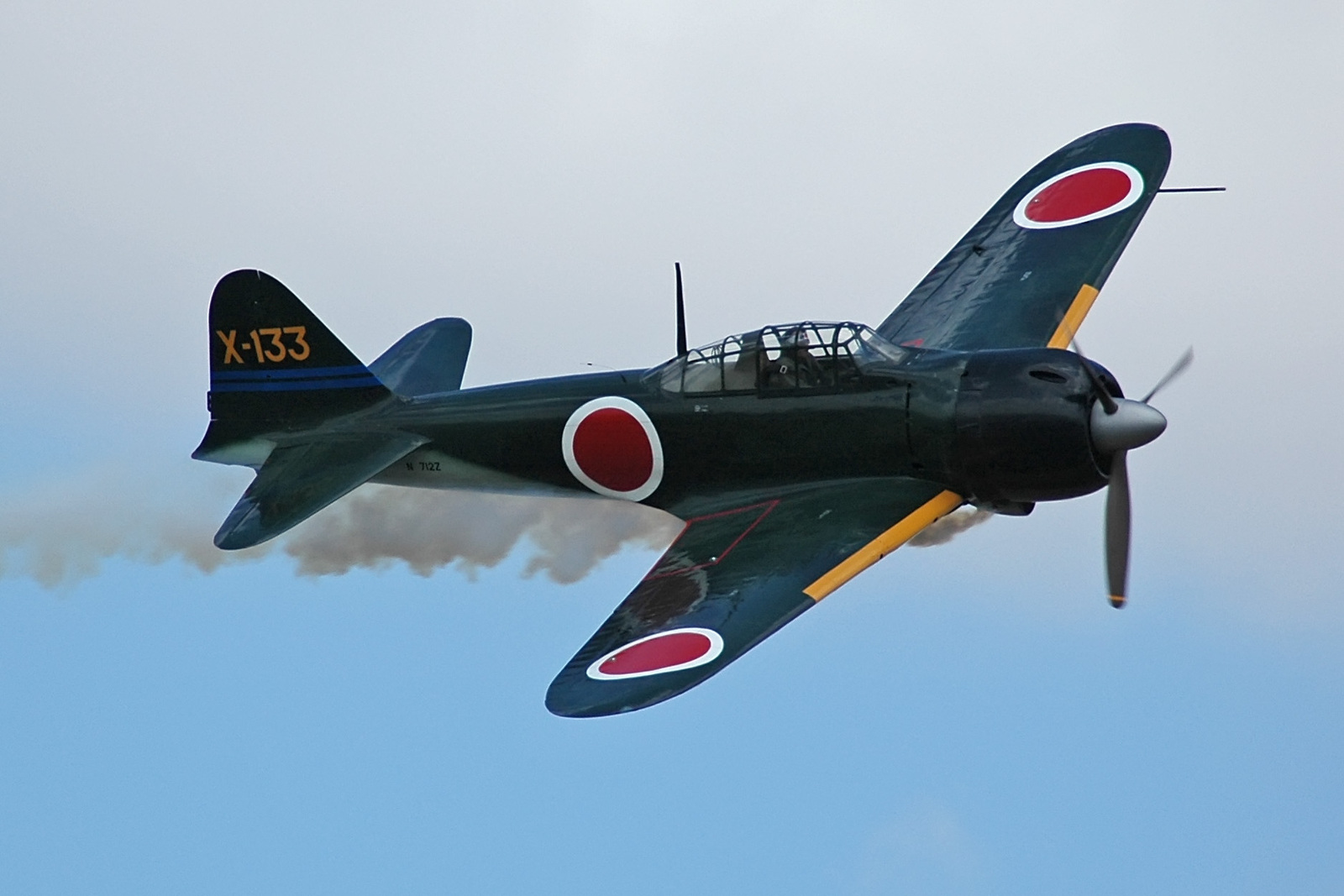
零式艦上戦闘機（ゼロ戦）

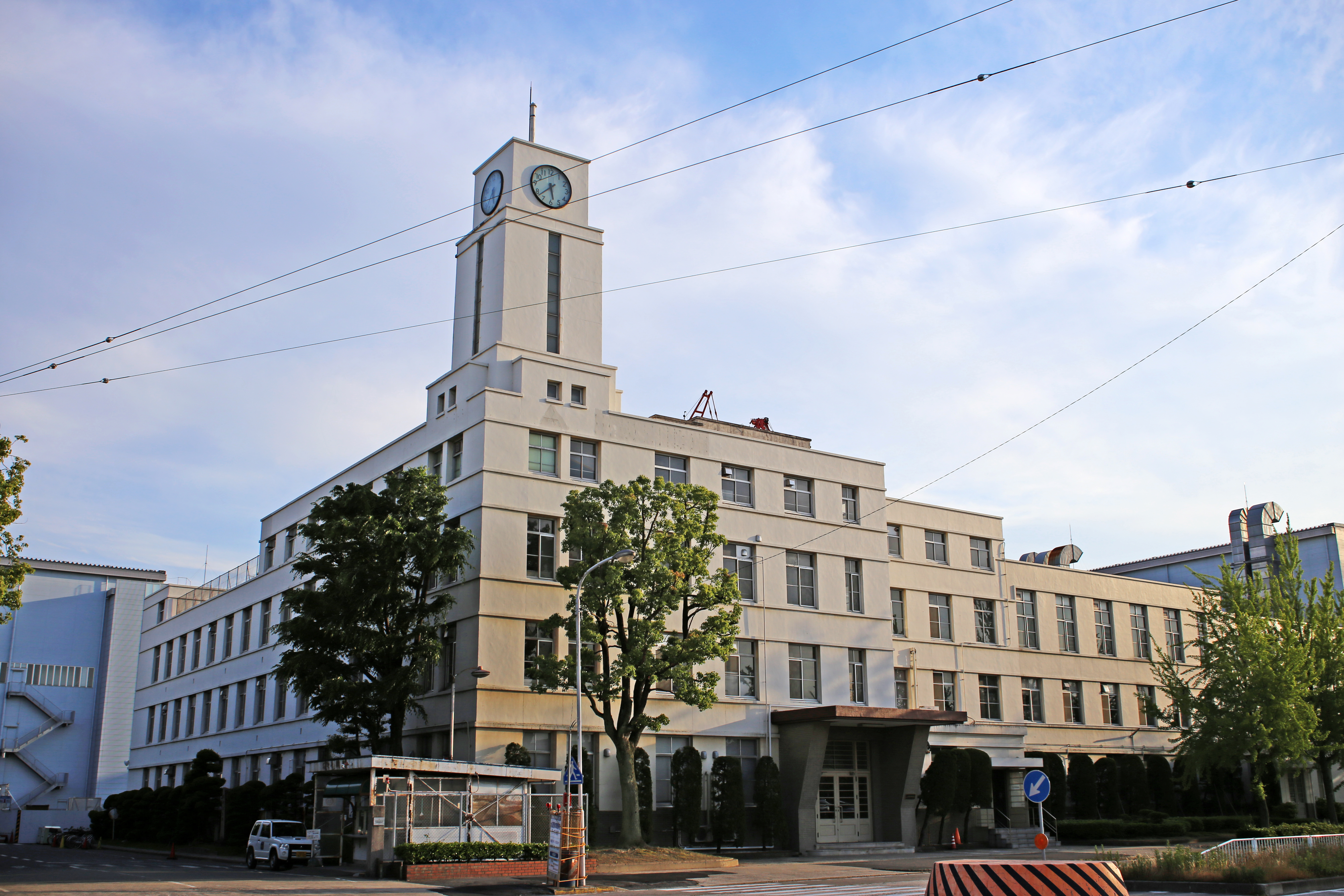
名古屋・三菱航空機旧本社 大江工場

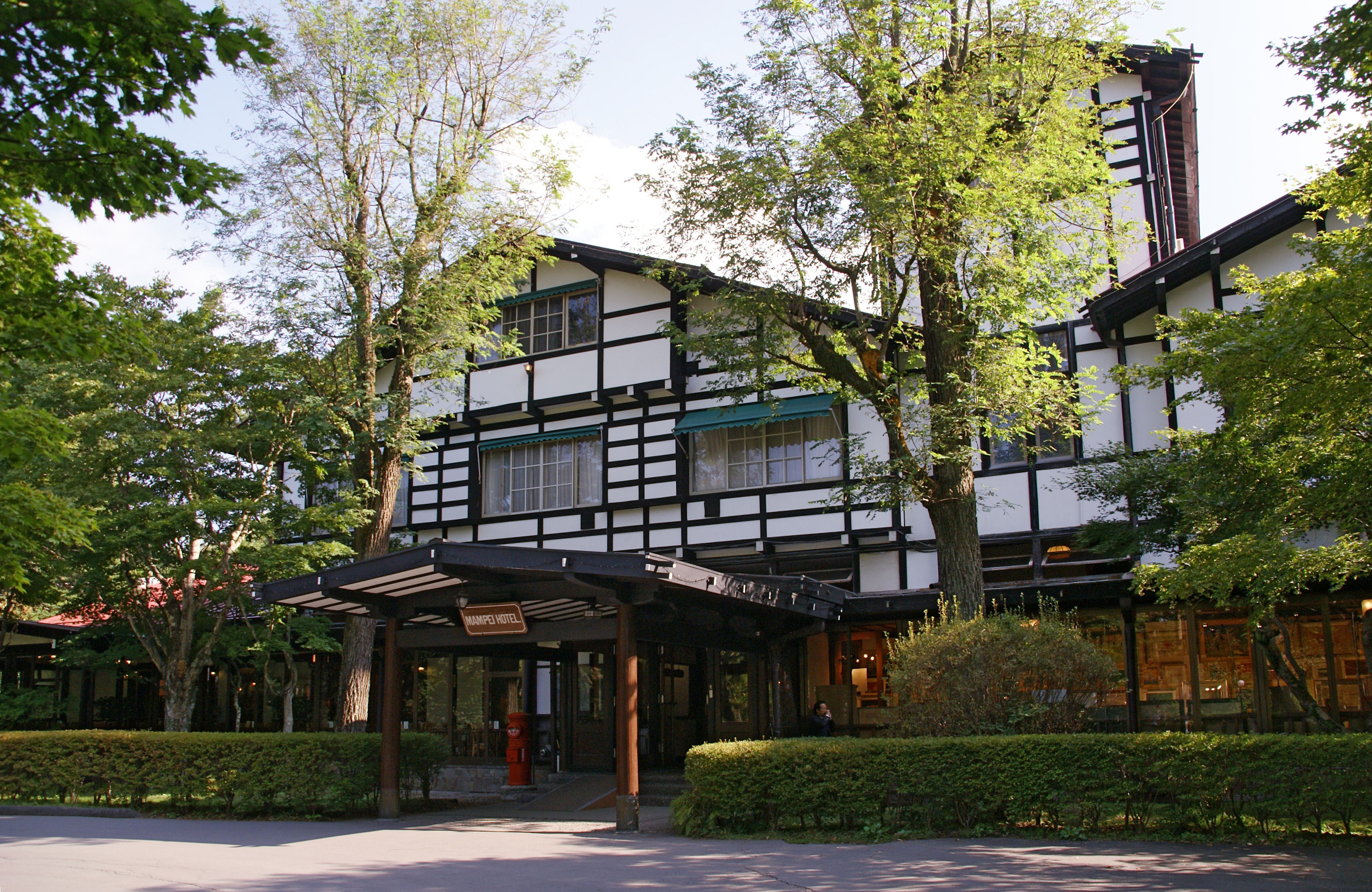
軽井沢・万平ホテル

アニメーション監督の宮崎駿が「本気」の引退を覚悟して作り上げた作品である。宮崎がこれまで手がけてきた過去作とは異なり、舞台を現実世界である大正から昭和前期の東京、名古屋、軽井沢などとし、実在の人物である堀越二郎の航空機設計に情熱を注いだ約30年にわたる半生に、同時代を生きた堀辰雄の実体験をもとに執筆された恋愛小説『風立ちぬ』などの内容が盛り込まれた、ズタズタになりながらも一日一日をとても大切に生きようとした人物を描き出す壮大な物語。
宮崎によれば、「この映画は実在した堀越二郎と同時代に生きた文学者堀辰雄をごちゃまぜにして、ひとりの主人公"二郎"に仕立てている。後に神話と化したゼロ戦の誕生をたて糸に、青年技師二郎と美しい薄幸の少女菜穂子との出会い別れを横糸に、カプローニおじさんが時空を超えた彩どりをそえて、完全なフィクションとして1930年代の青春を描く、異色の作品である」。
本作の初号試写の際に宮崎は「恥ずかしいんですけど、自分の作った映画で泣いたのは初めてです」と声を震わせながら語った。

### 主題
「空に憧れて飛行機に乗りたかった少年が、設計者として美しい飛行機を作りたいという夢を持つ。ところが大人になると戦争の時代になって、彼が作らなければならなかったのは艦上戦闘機だった」という主人公が辿った足跡を通して、「戦争反対を主張しながら、一方では戦闘機などの兵器を好む」という宮崎駿が抱える「矛盾」の部分に向き合い、それに対する答えを宮崎はこの映画の中で明らかにしようとした。
題名の「風立ちぬ」は、宮崎本人による命名であり（ここで長編作品として『「の」の法則』が適用されない初の例となった）、堀辰雄の小説の題名から引用されたものであるが、その原典はフランス人作家のポール・ヴァレリーの詩『海辺の墓地』の一節"Le vent se lève, il faut tenter de vivre."である。この一節は、現代語訳としては「風が立つ、生きようと試みなければならない」となるが、堀は「風立ちぬ、いざ生きめやも」と訳した（詳細は、風立ちぬ (小説)#作品概要を参照）。宮崎によれば、本作で描かれる時代を「関東大震災、世界恐慌、失業、貧困と結核、革命とファシズム、言論弾圧と戦争につぐ戦争、一方大衆文化が開花し、モダニズムとニヒリズム、享楽主義が横行した。詩人は旅に病み死んでいく」「今日の日本にただよう閉塞感のもっと激しい時代だった」とし、「『風立ちぬ』というのはですね、実は激しい時代の風が吹いてくる。吹きすさんでる。その中で生きようとしなければならないという意味です。それがこの時代の変化に対する自分たちの答えでなければならないと思います」としている。
宮崎が敬愛する堀田善衛の随筆『空の空なればこそ』の中で引用されている、旧約聖書の『コヘレトの言葉』にある「凡（すべ）て汝（なんじ）の手に堪（たふ）ることは力をつくしてこれを為（な）せ」という一節からも多大なインスピレーションを受けている。宮崎はかつて講演でこの言葉について、「どんな仕事でも、たぶんその瞬間はやってよかったとか、意味があったという瞬間をもっている。それを見つけなければいけないという意味ではないか」と語っている。
さらに宮崎は、「この映画は戦争を糾弾しようというものではない。ゼロ戦の優秀さで日本の若者を鼓舞しようというものでもない。本当は民間機を作りたかったなどとかばう心算もない。自分の夢に忠実にまっすぐ進んだ人物を描きたいのである」と述べ、続けて「夢は狂気をはらむ、その毒もかくしてはならない。美しすぎるものへの憬れは、人生の罠でもある。美に傾く代償は少くない」とし、主人公のエゴイスティックな一面と「美」の眩惑作用、そしてそれらがもたらす悲劇的な結末にも焦点を当てている。
また本作における戦争責任の描かれ方に関して、主人公が戦争に対する抗議行動をしないことについて渋谷陽一に問われた際、宮崎は「我々がそうですからね。この日本、どこに行くんだろうと思っているけど、どっかの前で座り込みを続けているとか、断食しているとか、そういうことはやらないで、相変わらず同じことを毎日やっていますよ。そういうことなんだと思うんで。今もまったく同じ状況なんだと思います」と答えている。また、宮崎は軍需産業に従事していた両親を例に挙げて以下のようにも述べている。「自分の親父やおふくろが戦争を望んでいたかといえば、望んでないですよ。でも、景気良くなることは望んでたんですよ。で、戦争に負けたら困るから負けないだろう、という程度で。（中略）でも全員が反戦活動をしたり、社会主義者になって牢屋に入るわけにいかないから。職業を持つということは、どうしても加担するという側面を持っている、それはもうモダニズムそのものの中に入ってるんだと思ってるんです」。さらに「武器を作ってるという自覚、なかったと思いますね。それを、戦後民主主義派がそうやって断罪していくことによって、見落としてるものがいっぱいあって。『じゃあおまえ無実なのか？ アニメーション作るのはどういうことだと思ったことがある？』って、つい僕はそういうことを言いたくなるんですけど（中略）それはただの人生の消費であってね。それに加担するということは、実は、戦争に加担してるのと同じぐらい、今のくだらない世の中にくだらなさを増やしてることなんですよ」とも述べ、アニメーションを作ることと戦争に加担することを並列として語っており、これらのことが後述する主人公への宮崎の父および自己の投影につながっている。
キャッチコピーの「生きねば。」は、前述の詩「風立ちぬ、いざ生きめやも」（Le vent se lève, il faut tenter de vivre.）から、題名の「風立ちぬ」に続き「いざ生きめやも」の部分が引用され、訳し直されたもの。さらに、「生きねば。」は宮崎が長年にわたって執筆した漫画作品『風の谷のナウシカ』最終巻の最後のコマに登場する言葉でもあり、「たとえどんな時代でも力を尽くして生きることが必要」という宮崎の強いメッセージが込められている。

### 特徴
宮崎が実在の人物を題材にして主人公を作った初めての作品であり、また主人公のモチーフには、宮崎の父・勝次の人生や宮崎駿監督自身の姿も投影されている。勝次は、幼いころに関東大震災に遭い、その後零式艦上戦闘機や月光の風防などを製造する会社の経営に携わり、のちに前妻を結核で亡くしている。宮崎駿は「自分の親父を知りたい。この作品で」と話している。そして宮崎は「この時代の人で1番自分に身近に感じられたのが堀越二郎と堀辰雄だった。堀越二郎の内面はおのずと堀辰雄になっていった」とも述べている。
過去作同様に空のシーン・浮遊感が多く描かれ、加えて飛行機、恋、たばこなど、宮崎の好む対象がたくさん詰まった作品となっている。
主人公の二郎の声優を『新世紀エヴァンゲリオン』シリーズなどで知られるアニメーション監督の庵野秀明が担当した事で、話題となった。（→#庵野秀明の起用）
主題歌として、1973年に荒井由実（現・松任谷由実）によって発表された「ひこうき雲」が採用され、若くして死に直面した友人のことを夏空に描かれる飛行機雲になぞらえて表現したその文学的な歌詞世界が本作と謎のシンクロニシティを見せた。（→#松任谷由実の起用）
本作では宮崎のアイデアから、飛行機のプロペラ音、蒸気機関車の蒸気、自動車のエンジン音、関東大震災の地響きなど、劇中のさまざまな音が人の声で再現されており、スタジオジブリ長編映画としては初の採用となった。また本作の音響は、同じく宮崎の要望により、現代の一般的な手法であるステレオやサラウンドではなく旧来のモノラル録音であり、これは宮崎駿監督作品では1984年の『風の谷のナウシカ』以来となる。

### 映像
「空はまだ濁らず白雲生じ、水は澄み、田園にはゴミひとつ落ちていなかった」ような、「大正から昭和前期にかけて、みどりの多い日本の風土を最大限美しく描く」一方、町には貧しさがあり、建築物についてセピアにくすませず、「道はでこぼこ、看板は無秩序に立ちならび、木の電柱が乱立している」ような、「モダニズムの東アジア的色彩の氾濫」をあえて描く。

少年期から青年期、そして中年期へと一種評伝としてのフィルムをつくる上で、「観客の混乱を最小限にとどめつつ、大胆な時間のカットはやむを得ない」としながら、以下の3つのタイプの映像が本作を織りなす。
1. 「日常生活は、地味な描写の積みかさねになる」[9]。
2. 「夢の中は、もっとも自由な空間であり、官能的である。時刻も天候もゆらぎ、大地は波立ち、飛行する物体はゆったりと浮遊する。カプローニと二郎の狂的な偏執をあらわす」[9]。
3. 「技術的な解説や会議のカリカチュア化。航空技術のうんちくを描きたくはないが、やむを得ない時はおもいっきり漫画にする。（中略）セリフなども省略する。描かねばならないのは個人である」[9]。

これらの映像から「リアルに、幻想的に、時にマンガに、全体には美しい映画」を描く。

### 音楽
これまでの宮崎駿監督作品と同様に、久石譲が音楽を担当した。
本作における宮崎からの要望は「音楽はできるだけ、そぎ落としたシンプルなものを」というもので、久石もそれに同意した。しかし制作には苦労したといい、久石は「今までのファンタジーとは違って、今回は実写に近い。そういう場合、テーマ曲はどうあるべきなのかをつかむまでに時間がかかった」と語っている。
また、「今回は大きくない編成がいいんだ」という要望を受け、そのスタイルを切り替えたという。久石によればこれがかなり難しかったといい、「オーケストラにはないものをフィーチャーし、結果的に一番小さい編成になった。今までとは違う世界観を持ち込んだつもり」と述べた。
テーマ曲は、ロシアの代表的な弦楽器「バラライカ」が切なくも美しい主旋律を奏で、ロシアのアコーディオン「バヤン」がもり立てるエスニック風の組み立てで、映像に寄り添い、あまり主張しない音楽を心がけたという。
録音は2013年5月26日から28日、宮崎監督、鈴木敏夫プロデューサーらが立ち会い、東京芸術劇場コンサートホールなどで久石の指揮のもと、読売日本交響楽団の演奏により行われた。読売日本交響楽団が久石の映画音楽を演奏すること、また、ジブリ作品の音楽録音に参加するのは今回が初めてで、映画音楽の録音を行うのは、1965年の市川崑監督のドキュメンタリー映画「東京オリンピック」以来、48年ぶりとなった。

### モデル・ロケーション
劇中に登場する航空機はそのほとんどが実在する機体であり、三菱の一三式艦上攻撃機、三式艦上戦闘機、九六式陸上攻撃機、九試単座戦闘機、零式艦上戦闘機、ユンカースのG.38、F.13、カプロニのCa.36、Ca.60などがリアルに描かれている。
堀越二郎の生家は群馬県藤岡市であるが、家屋のモデルは、宮崎が戦時中に幼少期を過ごした栃木県宇都宮市にある古民家と言われている。二郎が通う大学は東京帝国大学工学部航空学科であり、関東大震災のシーンでは東京帝国大学付属図書館が焼失する様子が描かれている。二郎が勤める航空機製造工場は三菱内燃機名古屋工場（現・大江工場）、テスト飛行場は岐阜県各務原市の「各務原陸軍飛行場」（現・岐阜基地）である。里見菜穂子の実家は東京の代々木上原、菜穂子が入院するサナトリウムは長野県富士見町の「富士見高原療養所」である。避暑地のホテル（草軽ホテル）は、長野県軽井沢町や同県上高地にあるクラシックホテル（「万平ホテル」や「上高地帝国ホテル」など）がモデルとされている。森の中の小川が流れる泉は、旧軽井沢にある「御膳水」や、長野県軽井沢町と群馬県安中市の県境にある「碓氷川水源」などがそのモデルとされる。そのほか、かつて軽井沢に向かう経路であった碓氷第三橋梁やそこを通過するアプト式鉄道などがリアルに描かれている。二郎が上司の黒川から間借りして生活した離れは、熊本県玉名市にある「前田家別邸」がモデルとされている。

## 登場人物

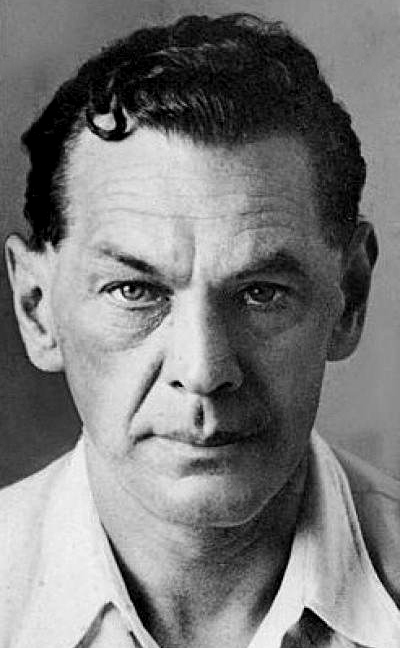
リヒャルト・ゾルゲ

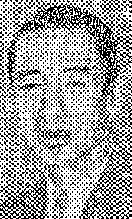
服部譲次

ジャンニ・カプローニ

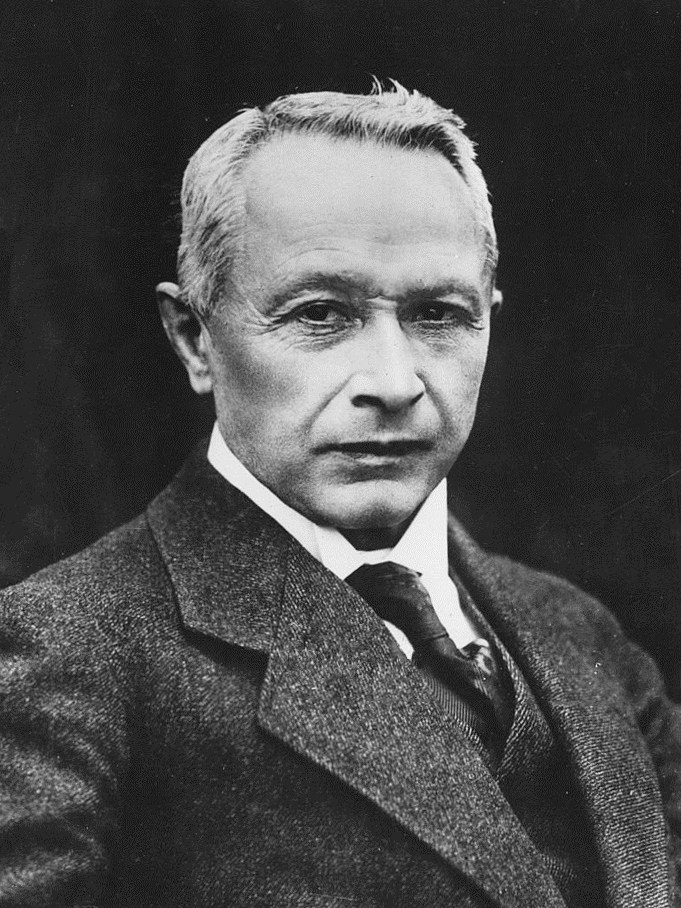
フーゴー・ユンカース

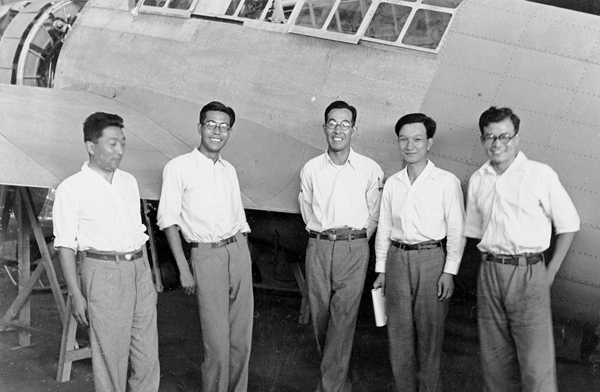
十二試艦上戦闘機（のちの零式艦上戦闘機）設計チーム。左端の人物が曽根嘉年。中央は堀越。

堀越 二郎（ほりこし じろう）
| 堀越二郎 |  | 堀辰雄 |
| 堀越二郎 |  | 堀辰雄 |

本作の主人公。裕福な家庭に生まれ、性格はのほほんとしてとらえ所がなく、マイペースで時間や予定にルーズ。頭脳明晰で教養もあるが、言葉数は少なく、夢想家で常に頭の中は飛行機とその設計プランで埋め尽くされており、時折周囲の言葉さえ耳に入らないこともある。不器用で物分かりの悪い一面を見せることもあるものの、人柄は真面目で誠実かつ独特のユーモアを持ち合わせているため、人望に恵まれる。大好物は鯖。また”美しいもの”に目がない。当時の常として喫煙者で、吸っているタバコは「チェリー」。
群馬の藤岡に生まれ、子供のころから飛行機に憧れるが、当時、二郎のような近眼の者に対してはパイロットへの道が閉ざされていた。夢の中で尊敬するカプローニに出逢い、設計者の道を志す。東京帝国大学で航空工学を学んでいたが、帰京中の汽車に乗車していた時に関東大震災に遭遇。その際、後に妻となる菜穂子と運命的な出逢いを果たす。大恐慌最中となった東京帝国大学卒業後、請われて名古屋の三菱に入社。入社当時から期待の英才として将来を嘱望される。その後、ドイツへの留学を経て、航空技術者として菜穂子との想い出の品である計算尺を武器に数々の戦闘機を設計する。七試艦上戦闘機の開発では、初めて設計主務を任されるが、同機は飛行試験中に垂直尾翼が折れて墜落した。失意の中、休暇で訪れた長野の軽井沢で菜穂子に再会する。避暑地での恋が実を結び、菜穂子と婚約。帰京後、あらぬ疑いで特別高等警察に目をつけられ、上司の黒川宅に寄宿するようになる。社内に研究会を立ち上げ、その中心となる。その後、療養所のある山を抜け出してきた菜穂子と黒川夫妻の仲人で結婚し、束の間の幸せな新婚生活を送る。その後、九試単座戦闘機の試作一号機に逆ガル翼や沈頭鋲を採用するなど、独創的な設計を行い、その非凡な才能を開花させる。のちに零式艦上戦闘機など優れた飛行機を次々と生み出した。
実在の人物である、航空技術者の堀越二郎と小説家の堀辰雄を主なモデルとし、宮崎駿の父・宮崎勝次や宮崎駿自身の姿も投影されている。前項でも述べたが、これらの人物の要素が混ぜ合わされた、「堀越二郎」というあくまでも架空の人物であることに留意である。
里見 菜穂子（さとみ なおこ）
| 矢野綾子 |  | 矢野綾子が描いた風景画 |
| 矢野綾子 |  | 矢野綾子が描いた風景画 |

本作のヒロイン。性格は明るく純真。その一方で芯の強い女性。東京の代々木上原に住まう資産家の令嬢（関東大震災前は上野広小路）。趣味は画を描くこと。
東京行きの車中で二郎が風で飛ばした帽子をキャッチした。関東大震災発生により乗っていた汽車が脱線した際に骨折した侍女のお絹を助けた二郎に恋心を抱き、二郎が添え木がわりに使った計算尺とお礼の品をお絹に届けさせたが、その後しばらくは再会することは叶わなかった。
療養のため滞在していた軽井沢町にて、風で飛ばしたパラソルをたまたま通りかかった二郎が受け止めた際に、その青年が初恋の相手・二郎と気付く。写生の合間に泉で願かけしていたところに二郎が現れたことでかねてから胸に秘めていた想いを伝える。二郎との会食の約束は持病（結核）が悪化し、発熱したことで果たせなかったが、紙飛行機を通じて互いの想いを深めることになる。父の許しを得て交際を始めて将来を誓い合い、持病の結核を治すと宣言する。
しかし、病は悪化して喀血。治すために自ら希望して療養施設（富士見高原療養所、サナトリウム）に入る。しかし、二郎への想いは抑えがたく、療養所を抜け出して二郎の元へ帰ってくる。その決意を知った二郎は黒川に仲人を頼み、二人は夫婦となる。日々深刻になる病に苦しむ姿を見せまいと気丈に振る舞い、連日深夜に及ぶ二郎の仕事を精神的に支える。だが、二郎が手がけていた飛行機の設計が終わり一段落ついたのを機に、置き手紙を残して療養所に戻った。その後、再び病は悪化し、のちに亡くなった。なお亡くなったことは、劇中で直接的には描写されていない。
本作オリジナルの架空の人物であるがモデルは存在する。堀辰雄が軽井沢で出逢った（堀の小説『美しい村』に所収）、油絵を描くのが好きな少女・矢野綾子が、本作におけるモデルの主軸となっている。矢野綾子は、実際に若くして結核を患い、堀辰雄と婚約後、富士見高原療養所に入所し、同施設で24歳の若さで病死している。名前の由来は堀辰雄の小説『菜穂子』に因む。
本庄（ほんじょう）
東京帝国大学時代からの二郎の親友。その後、同僚かつライバルとなる航空技術者。ニヒリストでやや斜に構え、常に日本の技術力の低さにいら立ち焦りを隠さない。潔癖な性格で二郎から新しいアイデアを盛り込んだ設計図を渡されても、二郎が先に使わなければ採用しないほど。重度のヘビースモーカー。
三菱入社後、二郎とともに頭角を現す。ともにドイツ留学することになるが、その直前に結婚している。凱旋を経て帰国を命じられた二郎とは異なり、ドイツに残留してユンカース社からの技術供与を受ける。そのこともあって爆撃機のライセンス生産に携わる。八試特殊偵察機、九試陸上攻撃機（のちの九六式陸上攻撃機）の設計主務を務めた。
実在の航空技術者であり、堀越二郎の一期先輩である本庄季郎をモデルとしている。
黒川（くろかわ）
二郎と本庄の上司。性格はせっかちで気難しい堅物。新入社員の二郎にいきなり難易度の高い設計を任せるなど、仕事に対して厳しいが、それは二郎の才能を評価してのものである。また、二郎の天才性を高く評価し、ドイツ留学を推薦した。特別高等警察の手から救うため、出張中ということにして二郎を匿った。二郎から仲人を頼まれた際には、菜穂子の病状を考え最初は難色を示すも、2人の気持ちを汲み取って精いっぱいの仲人を務める。
なお同名の登場人物が堀辰雄の小説『菜穂子』にも登場している。
カストルプ
軽井沢町に滞在する正体不明のドイツ人。たまたま二郎や里見家と同宿だったことから、二郎と菜穂子が交際を始める際に立会人となった。ナチス・ドイツの台頭を快く思っておらず、世界的に孤立した日本の将来についても悲観的な見通しを持っている。軽井沢町を離れた後は、特別高等警察(特高)に追われる身となった。クレソンが好物で、フランツ・シューベルトの楽曲を好む。なお「カストルプ」という名は、二郎との会話で登場したトーマス・マンの小説『魔の山』の主人公と同一である。
カストルプの容貌のモデルは、元スタジオジブリ海外事業部取締役部長のスティーブン・アルパートであると製作側から公表されている（アルパートはカストルプの声優も務めた）。一方でカストルプの人物設定は、劇中での意味ありげな言動などから、映画評論家の町山智浩により、ソ連のスパイであったリヒャルト・ゾルゲではないかと考察されている。
里見（さとみ）
菜穂子の父親。次郎と菜穂子が軽井沢で再会する2年前に、妻を結核で亡くしている。菜穂子との交際を申し出た二郎に対し、菜穂子の病状を伝え、考え直すよう諭す。しかし、二郎の考えが変わらないことを知り、2人の交際を認める。夜行列車に乗って菜穂子の見舞いに来る二郎を心配し、菜穂子だけでなく自身の仕事も大事にするようアドバイスした。
本作オリジナルの架空の人物である。
二郎の母（じろうのはは）
二郎の母親。
堀越 加代（ほりこし かよ）
二郎の妹。幼い頃から兄の二郎を慕い、「二兄（にいにい）」と呼ぶ。東京に出て医学を学びたいと志すが、父に反対されたため、二郎に口添えを頼み、のちに医学生となる。菜穂子とはすぐに仲良しになり、彼女の病状や日々の寂しい暮らしに無頓着な二郎を責めるなど、彼女に対しての思いやりを見せた。看病のため黒川邸を訪れた際、菜穂子が出て行く姿をバスの中から目撃し、菜穂子の異変を察知。直ぐに住まいを訪ねて手紙を発見し、その真意を知って涙した。
服部（はっとり）
二郎が所属する設計課の課長。七試艦上戦闘機の開発の失敗で失意の二郎に休暇を与えた。二郎の手腕を買っており、九試単座戦闘機の開発では設計主務として二郎を再び推薦する。
実在の人物である三菱重工業の服部譲次をモデルとしている。
黒川夫人（くろかわふじん）
二郎の上司である黒川の妻。二郎と菜穂子が結婚すると言い出した際には、難色を示す夫を尻目に真っ先に賛成し、菜穂子のために婚礼の衣装などを準備した。菜穂子が黒川邸から高原の病院に戻った際には、菜穂子の心情を慮り、連れ戻そうとする加代を止める。
カプローニ
実在の人物であるカプロニ創業者のジャンニ・カプローニをモデルとしている。映画版の企画書によれば、宮崎駿は本作で「零戦の設計者堀越二郎とイタリアの先輩ジャンニ・カプローニとの同じ志を持つ者の時空をこえた友情」を描くとともに「いくたびもの挫折をこえて少年の日の夢にむかい力を尽すふたり」の姿を描くと記している。また、宮崎駿は野村萬斎への演技指導において「カプローニは二郎にとっての“メフィストフェレス”だ」と説明している。
ユンカース
世界的に著名な飛行機製作者。二郎や本庄らがドイツを訪問した際、ユンカース航空機製作の格納庫内にて出会う。二郎と本庄がドイツ側の担当者と揉めているのを目にし、二郎らに自社の飛行機内部の見学を許可した。のちにアドルフ・ヒトラーら国家社会主義ドイツ労働者党に批判的な態度をとったため、同社を追われることになった。
実在の人物であるユンカース航空機製作創業者のフーゴー・ユンカースをモデルとしている。
絹（きぬ）
里見家に雇われている菜穂子の侍女。通称「お絹」。容姿端麗の美人。二郎と菜穂子が初めて出逢った列車に、菜穂子の御供として乗り合わせていた。
関東大震災の発生で汽車が脱線した際、足を骨折してしまい、二郎に背負われて上野まで運んでもらい、シャツと計算尺を借り受ける。(シャツは水分補給のため、計算尺は骨折した脚の添木とするため、二郎自身が用いた。)
安全確保ののち、二郎が名乗ることなくその場を去ってしまっため、助けてくれた青年が「本郷に在る大学の学生」としか判らず、その後再会することはなかったが、震災の2年後、シャツと計算尺を返そうと大学を訪れた。この時、二郎が不在であったために直接再会することは叶わなかったが、シャツと計算尺は大学の職員を介して二郎の手元に戻った。
震災から10年後、菜穂子と二郎が再会した際に、菜穂子の口からお絹の近況が語られる。曰く、震災の時、お絹と菜穂子には二郎が「白馬に乗った王子様」に見えたこと、二郎の居場所が判明したのが絹の嫁入り二日前だったこと、それを絹が泣いて喜んだこと、現在は二児の母であること(再会の少し前に、二人目の赤ちゃんを産んだ)などが伝えられた。
曽根（そね）・久保（くぼ）
ともに二郎の下で九試単座戦闘機の設計に当たる若い技師。劇中では一度も名前を呼ばれるシーンはないが、『ジ・アート・オブ風立ちぬ』収録のアフレコ台本などで名字を確認することができる。
実在の人物である三菱重工業の曽根嘉年および久保富夫と同姓であるが、明確に彼らをモデルとしているかどうかについては不明。
平山（ひらやま）
工作課の技師。二郎の依頼により九試単座戦闘機設計チームの自主的研究会に参加し、沈頭鋲についての説明を行った。
実在の人物である三菱重工業の平山広次をモデルとしている。

## 映画公開までの流れ

### 製作の経緯
映画『崖の上のポニョ』の製作を終え一段落したことから、宮崎駿は『モデルグラフィックス』に漫画を連載することとなった。宮崎は「この漫画はいわば趣味として描いていたもの」と語るなど、漫画版を連載し始めた当初は、本作を映画化することは全く考えていなかった。その後、鈴木敏夫が映画化を提案したが、宮崎は本作の内容が子供向けでないことを理由に反対していた。宮崎は「アニメーション映画は子どものためにつくるもの。大人のための映画はつくっちゃいけない」と主張していたが、鈴木は戦闘機や戦艦を好む一方で戦争反対を主張する宮崎の矛盾を指摘し「矛盾に対する自分の答えを、宮崎駿はそろそろ出すべき」と述べて映画化を促した。その後宮崎は、自身が子供の頃に見た映画で「生きることの辛さが描かれている暗い映画をなぜ見るのかと思っていたが、こうした作品が今も強く自分の中に残っている。子供の時に、分かりにくいものに接する体験には意味があると思い直した」という。
実際のエピソードを下敷きにしつつもオリジナル要素を盛り込んだストーリーが展開されるため、堀越の遺族に対して事前に相談し了解を得ている。主人公の性格など人物像にもオリジナル要素が盛り込まれているが、その点についても堀越の息子は「そんなことは無論構わない」と快諾した。
宮崎は完成報告会見の際、前作から5年ぶりではなく「5年かかった」と自ら言い正しており、その間にリーマン・ショックや東日本大震災など、ちょうど描こうとしていた1920～30年代の日本と重なる出来事があり、宮崎監督は「ファンタジーを簡単に作れない時代がきた。悪戦苦闘しました」と苦悩を明かした。なお、中間報告会見の際に鈴木敏夫プロデューサーは「実は、地震のシーンまでを描き上げたのが、2011年の3月10日でした。その翌朝、震災があり、さすがに悩み、ふたりで何回か話しました。でも、事実に手を加えるのは違うんじゃないかと。それでそのまま行こうと。映画は時代を映すし、時代が映画を作る。でも、そういうことで、作品がぶれてはいけないと思った」と語っている。

### 同日公開の目論見
2012年12月の記者会見においては、高畑勲が監督したスタジオジブリの『かぐや姫の物語』も、同日公開の予定と発表されていた。宮崎と高畑の映画が同時期に公開されるのは、1988年に『となりのトトロ』と『火垂るの墓』が2本立て同時上映されて以来だが、今回は同時上映ではなく個別に上映される予定となっていた。しかし、『かぐや姫の物語』は2013年に入っても絵コンテが完成しなかったことから、同作は公開時期を延期し、同年秋に公開されることとなった。

### 庵野秀明の起用
スタジオジブリの鈴木敏夫に対して、アニメーション監督の庵野秀明が「零戦が飛ぶシーンがあるなら描かせてほしい」と申し入れている。仮に庵野の参加が正式決定していれば、1984年公開の『風の谷のナウシカ』以来の宮崎作品への参加となるはずだった。
しかし、宮崎は、作画スタッフとしてではなく本作の主人公として出演するよう、庵野に要請した。庵野は当時『ヱヴァンゲリヲン新劇場版:Q』を作り終えた直後で鬱となっており、スタジオにも足を運べない状態となっていたこともあり、困惑しつつもオーディションを受けたが、その直後に宮崎から改めて出演を依頼されたため、庵野も出演を受諾した。宮崎は主人公のイメージとして「早口である」「滑舌がよい」「凛としている」の3つを挙げており、また企画会議の中で「昔のインテリって滑舌がはっきりしていて（声が）ちょっと高い。言葉数が少ないだけ、頭が良過ぎてあんまり余計なことを言わないだけ。内気だから喋らないのではない」（発言要約）とも発言しており、鈴木敏夫プロデューサーより庵野の名前が候補に挙げられた。宮崎は庵野に対して「うまくやろうとしなくていい。いい声だからでなく、存在感で選んだのだからそれを出さなくてはならない」とアドバイスしている。
庵野にとって、声優参加作品としては『フリクリ』のミユミユ役以来、主演映画作品としては『帰ってきたウルトラマン マットアロー1号発進命令』（自主制作映画）以来であり、長編アニメーション映画への出演は初の挑戦であった。庵野が出演オファーを受ける際には「寡黙な男でセリフはそんなにない」と言われたものの、実際の絵コンテを見ると「しゃべりぱなしだし、歌はあるわ、フランス語やドイツ語もある」「完全にだまされました」と冗談混じりに取材に答えている。
庵野は主人公の"夢を形にしていく"仕事を「自分の実生活にも通じるものがある」とし、「素の自分のままアフレコをやったところを宮さんが喜んでいたので、やっぱりそうなんだなと」「2日目ぐらいから喜んでいる様子だったので、それだけでも良かったと思う」と述べている。また、本作の個人的な感想を求められた庵野は「72歳を過ぎて、ようやく20歳過ぎの映画ができた。これはすごいですね。『あ、宮さん、大人になるんだ』と」と述べている。庵野はこの出演により立ち直るきっかけを掴み、14年初めにようやくスタジオに戻れるようになったという。

### 松任谷由実の起用
宮崎駿は松任谷由実のファンで、1989年公開の『魔女の宅急便』で「やさしさに包まれたなら」と「ルージュの伝言」を挿入歌に起用している。本作での「ひこうき雲」の起用にあたっては、鈴木敏夫プロデューサーが、2012年に発売された松任谷由実40周年記念ベスト『日本の恋と、ユーミンと。』で、改めて「ひこうき雲」を聴いたことがきっかけであった。鈴木は宮崎監督にも聴いてもらったところ、「これ、主題歌だよ、ぴったりだね」となり、本作発表に先立つ『魔女の宅急便』ブルーレイディスク化記念イベントにて、鈴木敏夫と松任谷が同席した際、「いま作っている作品の世界が『ひこうき雲』にぴったりで、使ったらどうだろうか、と（宮崎監督と）話をしている」と突然公開オファーをして周囲を驚かせた。これに対し松任谷は「鳥肌がたちました。このために40年やってきたのかな…」と快諾し、ジブリとユーミンの24年振りのタッグが組まれることとなった。宮崎は、後日の完成報告会見で同曲起用について「力のある歌です。空想で作った歌じゃない、胸にしみるものがあって生まれた歌だと思った」と述べている。なお松任谷は、本作を観て「本当に感動しました。我慢しても嗚咽が出てしまうくらい」と絶賛している。

### 瀧本美織の起用
菜穂子を演じた瀧本美織は当初『かぐや姫の物語』のオーディションに参加していて、最終選考には残ったものの落選。それからしばらく経って『風立ちぬ』のオーディションを受けたところ、高畑勲が宮崎駿に瀧本を推薦して、菜穂子役に決まった後で瀧本はそれを知ることになる。一方で『かぐや姫』の主演は朝倉あきに決定しており、奇しくもNHKの連続テレビ小説『てっぱん』で親友同士を演じた二人が、それぞれ宮崎・高畑作品のヒロインを務めることになった。鈴木敏夫プロデューサーによると、宮崎監督は瀧本の声を聞いた瞬間にキャスティングを決定し、「菜穂子はこういう声の持ち主だ」とまで断言したという。演技に関しては、瀧本は宮崎から「昔の人は生き方が潔いのだよ。必死に生きようともがく感じではなく、与えられた時間を精いっぱい生きている、そんなイメージで演じて欲しい」とのアドバイスを受けたと語っている。

## 封切り
キャッチコピーは「生きねば。」。英語版のタイトルは「The Wind Rises」。制作発表時に、「2013年夏に劇場公開予定」とされ、当初の予定通り2013年7月に公開された。宮崎が長編アニメーション映画の監督を務めるのは、2008年の『崖の上のポニョ』以来となる。また、宮崎が『モデルグラフィックス』に連載した漫画がアニメ化されるのは、1992年の『紅の豚』以来2作目となる。

### 国内
日本公開では全国454スクリーンで公開され、2013年7月20日・21日の2日間で興行収入9億6088万円、観客動員74万7451人となり、映画観客動員ランキング（興行通信社調べ）で初登場第1位となった。2014年1月28日時点で興行収入は120.2億円を突破している。
|                                   | 動員 （万人） | 動員 （万人） | 動員 （万人） | 興収 （億円） | 興収 （億円） | 備考                                                             |
| 週末                              | 週末          | 累計          | 週末          | 累計          |               | 備考                                                             |
| --------------------------------- | ------------- | ------------- | ------------- | ------------- | ------------- | ---------------------------------------------------------------- |
| 1週目の週末 (2013年7月20日・21日) | 1位           | 74.7          | 74.7          | 9.6           | 9.6           |                                                                  |
| 2週目の週末 (7月27日・28日)       | 1位           | 60.8          | 226.0         | 8.1           | 28.5          |                                                                  |
| 3週目の週末 (8月3日・4日)         | 1位           | 41.2          | 350.9         | 5.6           | 43.6          |                                                                  |
| 4週目の週末 (8月10日・11日)       | 1位           | 38.3          | 450.2         | 5.1           | 56.0          |                                                                  |
| 5週目の週末 (8月17日・18日)       | 1位           | 35.2          | 584.5         | 4.7           | 72.8          |                                                                  |
| 6週目の週末 (8月24日・25日)       | 1位           | 23.8          | 649.6         | 3.2           | 80.9          |                                                                  |
| 7週目の週末 (8月31日・9月1日)     | 1位           | 30.5          | 714.8         | 3.4           | 88.5          |                                                                  |
| 8週目の週末 (9月7日・8日)         | 1位           | 34.6          | 788.7         | 4.6           | 97.7          |                                                                  |
| 9週目の週末 (9月14日・15日)       | 2位           |               | 857.0         |               | 106.2         | 週末動員は『劇場版 ATARU THE FIRST LOVE & THE LAST KILL』が1位。 |
| 10週目の週末 (9月21日・22日)      | 3位           |               | 894.5         |               | 110.9         |                                                                  |
| 11週目の週末 (9月28日・29日)      | 5位           |               | 911.8         |               | 113.1         |                                                                  |
| 12週目の週末 (10月5日・6日)       | 5位           |               | 926.8         |               | 114.9         |                                                                  |
| 13週目の週末 (10月12日・13日)     | 7位           |               | 938.4         |               | 116.4         |                                                                  |
| 14週目の週末 (10月19日・20日)     | 10位          |               | 943.5         |               | 117.0         |                                                                  |
| 最終                              |               |               | 969.0         |               | 120.2         | 最終的な累計動員は969万人とされる。                              |

### 海外
映画祭において一般公開に先立って上映された。2013年に開催された、第70回ヴェネツィア国際映画祭のコンペティション部門に出品され、菜穂子役の瀧本美織が参加した。2013年12月6日から8日にかけてアメリカ合衆国・ロサンゼルスで開催された『LA EigaFest 2013』では招待作品として上映された。
2014年1月22日よりフランスで一般公開された。公開1か月後時点でのフランスにおける動員数は43万6000人で、『崖の上のポニョ』公開時91万7000人の約半分の勢いという結果になった。内容が大人向けであることや、作品内のモラルがフランスの観客に対しては曖昧と感じさせるものであるためという分析がされている（→#海外メディアの評価）。なお映画誌『カイエ・デュ・シネマ』では、2014年の映画ベスト5位に選出している。
2014年2月21日、ディズニーのタッチストーン配給によりアメリカの21館で限定上映され、28日から450館で拡大公開された。前年の11月に英語字幕版が先行公開されたことにより、ナショナル・ボード・オブ・レビューやニューヨーク映画批評家協会賞など主要な映画賞を受賞し、2014年開催のゴールデングローブ賞やアカデミー賞にノミネートされた（→#賞歴）。

## 評価・反応
映画公開から約1ヶ月半後に監督の宮崎駿が引退を宣言したことから、「宮崎駿最後の作品」として大きな話題を集めた。一方では、太平洋戦争のきっかけをつくった真珠湾攻撃で使用された零戦の設計者を描き、また長く淡々とした古めかしい展開かつ内容的にも難解で、子供向けの映画とは言えない、スタジオジブリにとって異色の作品となったこと、さらにはおもに主人公に関する特殊な声優起用方針などから、多少なりとも賛否を呼んだ。しかし批評家や映画関係者たちは、概ね高い評価を与えている。

### 遺族の評価
堀越二郎の長男は、映画版を観た感想として、実際には本庄より二郎は年下なので「さん付け」で呼んでいたはず、といった史実と異なる点が気になったものの、関東大震災のシーンあたりから引き込まれ、別れのシーンでは涙が止まらなかったと高く評価している。主人公については「いちずさ、気性、生きざまが美しく、その子供としてすごくうれしかった」と語っている。さらに「父は必ずしも零戦は好きではなかった」と指摘し「宮崎監督がすごいのは『九試』完成までで、零戦を描いていないこと」だと評している。なお、「零戦は好きではなかった」という理由について、堀越の長男は、設計時の要求水準の高さ、テストパイロットの殉職、神風特別攻撃隊での使用など、二郎にとって零式艦上戦闘機には、辛い思い出が多かったことを挙げている。
ヴェネツィア国際映画祭に駆けつけたジャンニ・カプローニの孫イタロ・カプローニは、スクリーンでよみがえった祖父の姿に、「わたしが抱いている祖父のイメージとピッタリ。宮崎監督は祖父を完璧に描いた」と絶賛した。さらに本作について「とても美しい映画です。一つの時代を描くフレスコ画のよう」とも述べた。

### 国内批評家・映画関係者などの評価
公開に先立って映画関係者向けに行われた試写会終了以降、さまざまな批評家や映画関係者がコメントを発表した。映画監督の細田守は「こんなにいい映画はいままでになく、そしてこれからもない、というくらい、いい映画でした」と手放しで絶賛した。映画監督の樋口真嗣は「あの日々の日本を、美しい航空機を、健気な女の子を愛し抜く映画。原点にして頂点」と評し、主人公の声についても絶賛した。映画監督の富野由悠季は、本作を「映画史上初めて、近代航空史を、そして技術者の苦悩を正面から描いた映画」であると評し、「本当に見事な映画」と絶賛した。映画監督の神山健治や紀里谷和明も本作を賞賛した。映画ジャーナリストの宇野維正は、本作を「クラシック」かつ「ポエティック」と表現し、「その国で最も名前の知られている巨匠が、その国で最も秀でた作品を生み出す」「『風立ちぬ』はまさにそんな作品」とコメントした。映画プロデューサーの井上伸一郎は、「優れた青春映画であり、純愛映画であり、（劇中でそのような台詞はほとんどありませんが）反戦映画」であると評し、主人公とヒロインの抑制が効いた演技も作品に合っていたと述べた。編集者の佐渡島庸平は、「ストーリーテリングではなく、非常に繊細な感情の描写の積み重ねで物語りが前へと進んでいく。作品世界の中にトリップしてしまった」と述べ、「宮崎アニメの最高傑作ではないか」と評した。映画評論家の佐藤利明は、「『風立ちぬ』は夢を見ること、すなわち生きること、についての映画。関東大震災から敗戦までの生きること自体が困難な時代に、懸命に生き抜いた主人公に、ただただ胸を打たれる。ジュラルミンの機体の美しさと、兵器であるがゆえの悲しさ。ラストシークエンスの素晴らしさ」と評価した。ジャーナリストの津田大介は、「男性と女性で評価が違う気もします」としたが、「狂気は狂気、美しいものは美しいものとして静かに描き、清々しくも切なく、悲しい、だけどストレートに楽しめるエンターテイメント作品」「庵野秀明さんの声も良かった」とし、「最高傑作との呼び声も納得」と評価した。映画評論家の樺沢紫苑は、「直接的な『戦争』のシーンというものが一つもないにもかかわらず、『戦争』の虚無感と悲惨さを見事に描き出している」と評し、関東大震災とそこからの復興、そして「生きねば」というテーマは、「東日本大震災から復興しつつある日本人へのエールに見えるようでありながら、堀越二郎の人生と同様に多難な未来を暗示してもいる」として、「安易な応援やエールとは一線を画す、ある意味『生きる覚悟』が、『生きねば』という表現になっているのだろう」と解説し、100点満点中100点をつけた。音楽プロデューサーの佐藤剛は、「音響の素晴らしさの面でも、世界の映画史上に輝く傑作でした」「音楽も控え目で、品が良くて、それが効果的でしたが、とにかく音の表現が見事だった」と評した。映像研究家の叶精二は、「サイドブレーキを引いたまま、アクセル全開で断続的に疾走するクラシックカーのような、壮烈な作品」だったとし、「（実在の）堀越二郎をエンタテイメントとして描くための視点として、堀辰雄の生涯と作品を採り入れるという、およそ常人には及びもつかぬ構想を思いつく」と宮崎を評価した。映画評論家の清水節は、「純情と狂気、ポエムとテクノロジーが融け合い、庵野秀明の金属質の澄んだ声が、ひたむきさに魂を与える。宮崎は自らの浪漫と繊細を庵野に託す。理想は儚く、美しさは危うい。夢は地獄に帰結する。あの頃とよく似た今への警鐘。全ては過去に起きた事、そして再び起こりうる事」と本作を解説した。映画評論家の樋口尚文は、本作を「どこか黒澤明のようであり円谷英二のようである」とし、主人公の感情をあえて明確に表明しない静謐なるまなざしを「その知性的な立ち位置が、観ていてひじょうに快い」と評した。また主人公の演技については「職業的声優でない庵野秀明氏の優しくも芯のある声が、この二郎のものづくりへの傾倒を静かに語るタッチにいたくなじんでいる」と評価した。映画評論家の藤津亮太は、「モダニズム」「近代化（とその破産）」が本作の主題であるとし、だからこそその大きな視点を際立てるために「人間の内面の葛藤や良心の呵責には関心を払わない」と解説した。また、二郎を「敗戦という結果が出た現在から導き出される大きな視点の下に描いた」「ただし愛情を持って」、そのマクロとミクロのバランスが絶妙なためにとても美しい映画として完成したと藤津は論じた。評論家の岡田斗司夫は、2023年6月の時点で「宮崎駿が初めて本音をさらけ出した自伝的映画『風立ちぬ』に点数をつけるとしたら、僕は100点満点中98点です。現時点での宮崎駿最高傑作だとも思っています」と評価した。文芸評論家の藤田直哉によれば、この作品が言おうとしているのは、好きなことを追求し才能を発揮すること自体が悲惨な結末に繋がってしまう時代・人生があるのだという、善悪そのものではない悲劇的な事実・状況そのものであるとした。そしてそんな状況でも、「最後の死んだ妻との『美しい』夢に逃げるのではなく、彼女が『生きて』と言う通り、それでも生きなければならない。君たちは汚れることになるかもしれない、ショックを受けるかもしれない、現実逃避をしたり心が受け止めきれなかったりするかもしれない。だが、それでも生きるのだ、本作を観ることで、それに心の奥底で備えを作るのだ」というような、暗い予感に基づくメッセージが込められているとした。
コラムニストの中森明夫は、「圧巻！震災から敗戦に至る日本人の矜持、飛行への夢、技術者の志、純愛…あまりに美しい」としつつも「思想的にはまったく弱点だらけ」と述べ、「主人公の手前勝手なナルシシズム」とも評した。さらに中森は「宮崎駿『風立ちぬ』を新聞・テレビ・雑誌のどこも批判できないようなら日本のマスコミもおしまいだね」と、遺作にも近い晩年の力作を撮ったこの国を代表する老マエストロに安直な批判を行うことをためらう風潮に一石を投じた。映画評論家の前田有一は、ノンフィクションベースであるにもかかわらず主人公は「子供向けアニメのステレオタイプ」で、「人間の純粋性を強調したい意図があったのだろうが、すべてが偽善的に見える副作用のほうが大きい」とし、また庵野秀明の演技を「控えめに評価して、ジブリアニメ史上、このキャスティングは最悪といってよい」と酷評した。さらに、宮崎が反戦主義者であることから、宮崎アニメ最大の武器であるアクション面も期待できず、面白さが欠けているとして、総評として100点満点中40点をつけた。批評家の東浩紀は「戦争産業に従事したり恋人が結核で苦しんでいたりするのに主人公の葛藤がなく、共感しがたい」と述べたが、「宮崎駿はこういうものだと覚悟すれば、いい映画」ともコメントした。政治学者の藤原帰一は、毎日新聞映画評で「戦争の現実を切り離して飛行機の美しさだけに惑溺する姿」に違和感を示した。メディアジャーナリストの渡辺真由子は、「宮崎監督のエゴの押しつけという印象を持ち、違和感と後味の悪さが残りました」と辛辣に述べ、「戦争を肯定する映画ではありませんが」と前置きしつつも「銃や兵器は権力の象徴、破壊や暴力をもたらすものです。二郎はそんな戦闘機の開発に夢を見る。それを描くことに反対ではありませんが、二郎の苦悩を描ききれていないようで疑問を感じます」とした。さらに渡辺は、「戦闘機開発に夢中になる二郎を菜穂子が命を削って支えたような描かれ方になっている。女性に犠牲を強いることが美徳なのか」と恋愛の描かれ方にも疑問を呈した。社会学者で映画評論家の宮台真司は、本作における「映像的なモチーフに満ち満ちた」アニメーションの美しさや美術的な映像表現については「素晴らしい」と賞賛しつつも、宮台が嫌いであるという堀辰雄の小説『風立ちぬ』で描かれている「男性視点から見た、セカイ系的・妄想的な女性像」（異性愛規範）がそのままダメな部分として映画に引き継がれていると指摘し、菜穂子のキャラクターとしての存在があまりにも薄く抽象的になっており、魅力がないとした。ただし、渡辺や宮台が指摘するような非現実的な女性像の描かれ方については、樋口尚文によれば「今度に限ったことではなく、宮崎アニメにおける女性はずっとこんなおぼこい感じで美化されてきた。過去の作品では物語の舞台そのものが架空の世界であったりするから、女性像の美化された模造感が気にならなかっただけだろう」とし、「黒澤明の場合のように、宮崎駿の女性に対するおぼこさも、もはや作家の色であろう。つまり、宮崎アニメに生々しい女性像などを期待するのはおかど違いのないものねだりということである」「宮崎駿はそういう女性像をお客におもねる糖衣にしようなんて気持ちはさらさらなくて、本気でそんなかたちを選択しているはずである」と論じており、藤田直哉は、（堀辰雄の『風立ちぬ』については「星菫派論争」に触れつつ）本作では政治や社会にコミットしないで、戦争中に行動しないで、美と性愛と仕事に没頭し、「セカイ系」的に生きた二人を肯定的に描いているように見えるが、作品全体はその周囲にある政治的・歴史的現実を丹念に描いてもいることを指摘し、「単純にロマン主義的な美の自律を謳いあげるような映画ではなく、むしろ、そのような美と政治が複雑に結びついてしまわざるを得ない時代の状況を描いた映画」「セカイ系的な題材を扱いつつ、作品の全体はセカイ系ではない、セカイ系的な心情を肯定しつつそれが複雑に現実の歴史的な悲劇と結びついていることを描いた作品」であると解釈した。また宮台は、「美を追求するとそれが戦争機械の魅惑に繋がっていく」というバウハウス的な「美と力」の普遍的な関係についてのテーマが描かれていることは肯定しつつも、それをもっと強く押し出すべきだったとし、そしてそれを見る側がちゃんと受け止めることができるためにも戦間期・モダニズムの時代の様子をもう少し描いてほしかったと述べている。宮台によれば、結果として「堀越二郎の才能が、ある美的な感覚を働かせたが故に強い戦闘機を作ることができた」というだけの矮小な内容に帰結してしまっていると指摘し、結論としては「つまらなかった」との感想を述べた。映画評論家の藤井仁子は、「飛ばす人」（設計者）への焦点化により、「飛ぶ人」（操縦士）や「国家」や「民衆」が本作では排除されていることを指摘し、「天と地と中空、国家と民衆とそれらから独立して行動しうる自由な個人という従来の宮崎世界の安定的な構図」「宮崎駿の遠近法」に狂いが生じていると論じた。

### 海外メディアの評価
全米の主要新聞・雑誌に掲載された映画評を集計する専門サイト「ロッテン・トマト」によると、180件のレビューに基づいて肯定的評価が88％を占め、その平均スコアは8.0/10であった。本サイトにおける批評家のコンセンサスは、「『The Wind Rises』は、宮崎駿監督のほろ苦い白鳥の歌にふさわしい」とした。同様に映画評を集計するサイト「Metacritic」によれば、41人の批評家のレビューに基づいて83点のスコアを獲得し、これは「普遍的な絶賛」（Universal Acclaim）を意味する。ワシントン・ポストは、「宮崎駿監督の叙情的な告別」と題し、「映画監督としての宮崎氏の贈り物は、ゆっくりとした時間の経過、静けさや沈黙を最大限に生かして描く手法だ。それは現代の映画が嘆かわしくも失ってしまったものだ」と評価、スピード感を重視した現代映画と一線を画す作品であるとした。ロサンゼルス・タイムスは、「すばらしい最後の飛行」という見出しで文化面のトップで取り上げ、この作品を「とても美しく、とても特異である」と評価した。USAトゥデイは、「これまでの宮崎作品よりもリアリティに基づいているので、ファンタジーの要素を求めるファンはがっかりするかもしれない」としながらも、「ジローは戦争に使われた飛行機を作った人だが、戦士ではなく、ロマンチストであり、エンジニア。この映画は、そんな人物をビジュアルな形で描くポエトリーだ」とした。エンターテインメント・ウィークリーの評価は、A-。一方でデイリーニューズは、５つが最高のうちの３つ星にとどまり、「『風立ちぬ』は『千と千尋の神隠し』や『ハウルの動く城』や『崖の上のポニョ』には及ばないかもしれないが、大人向けの映画であるという点で大きな意義がある」とコメントした。Salon.comは、「忘れがたいイメージ、壮大な色彩の広がり、入れ子状になった隠された意味を孕んだ、計り知れない謎と奇妙さを持った作品である」とし、「日本の近代化へのトラウマ的な旅についての瞑想的な叙事詩であり、芸術家の無邪気さ、傲慢さ、罪の重さについての複雑な寓話のように感じられる」と評した上で、「史上最も美しいアニメーション映画のひとつであり、最高傑作に近い」と結論づけた。
イギリスでは、タイムズが「宮崎駿の最後の作品となった『風立ちぬ』は、『千と千尋の神隠し』や『ハウルの動く城』といった同監督の名作を愛してきた人々にとっては、当惑またはもどかしさを感じさせる作品である。細部まで豊かに描き込まれたその絵は相変わらずの美しさだが、第二次大戦における戦闘機の設計者の伝記という主題は、彼のトレードマークとなっている理想主義的な空想には不向きなのだ。ゼロ戦とは、結局のところ神風特攻隊が使用した軍機である。主人公の二郎を、戦争の現実から浮遊させて描くのは不誠実だ」としたが、インデペンデントは「我々は宮崎駿と言えば可愛らしい作品を思い浮かべるが、『風立ちぬ』は全く趣が異なり、高齢の観客層を対象としているようだ。本作品には、コンピューター・グラフィックの技術を使った近年のハリウッドによるアニメ映画にはない非凡な優美さと繊細さがある。宮崎監督は死と死別を描いているのだ。久石譲の愉快で悲しげな旋律が、生のはかなさを思い起こさせるこの物語を引き立てている。英国公開版は字幕と吹き替えの2種類が用意されているが、詩的なセリフを考慮すると、字幕版の方が確実にお勧めだ」と評価している。
フランスでは、フランス公共ラジオが同作を「美しく、思わず息を呑むような感覚の作品に組み立てている」と評し、「主人公を取り巻く小さな思い出と戦争という大きな歴史、家族の出来事と時代の物語、鮮やかで突飛な夢のシーンと戦争の悲しい現実、これらの照応関係が完璧」と高く評価している。またル・パリジャンは、「映画の前半は地震、恐慌、戦争といった大きな痛みを、過度な詩的イメージを使い、血を描くことなく触れている」と紹介、同作は「夢のような技術進歩は軍事競争を生じさせると語り、戦闘機は好きだが戦争は嫌うという、宮崎監督にとっての大きなパラドックスとなっている」と解説した。一方で、仏都市日報は「宮崎監督は場面を引き伸ばす性向があり、いくらかの観客の集中は緩慢になる。また陰気で謎めいた主人公に、少しも感情移入できない」と伝えた。20ミニュッツは、「2時間の燃え上がるメロドラマはトトロのファンを驚かせた」と評し、「印象的な地震のシーンや、創作と悲しみに基づく作品内の哲学的熟考は、子どものファンを失う恐れがある」と述べた。ル・モンドは、「飛行機の創造者とその創作の帰結、現実の世界とが乖離しすぎている。彼の創作がもたらす結果の政治性が描かれていない。宮崎にとってこれまででもっともパーソナルな作品であり、おそらく監督は自身の内面を考察したと思うが、逆説的にこれまでの作品よりもうまく機能していない」とのコメントを掲載した。
イタリアでは、コリエーレ・デラ・セラが「ベネチアに夢を見せてくれる平和主義なおとぎ話。創造性、夢、愛への讃歌を歌った作品だ。映画の中で『才能は10年だ』という言葉があるが、彼の場合は例外であろう」と評し、ラ・レプッブリカは「過去を見ながら現在と未来に挑む作品。彼の挑戦が勝利を収めたことは、日本の興行収入やベネチアでの拍手をみても明らかである」とし、イル・ジョルナーレは「マエストロ宮崎駿の最後の傑作。初めて泣いたという監督の言葉があるが、彼と一緒に私たちも泣いた」とコメントするなど、好意的に受け止められた。
韓国では、情勢的にセンシティブな内容であるが故に、「右翼映画」として公開前から批判の声が相次いでおり、一部では公開中止の危機も浮上していた。2013年7月26日には、監督の宮崎駿が直々に、スタジオジブリに韓国メディアを招き、本作への批判に対して反論した。しかし公開後も、韓国系評論家のInkoo Kangが「宮崎駿監督の『風立ちぬ』は、日本の戦後の歴史に対する態度をよく表している。戦争の恐ろしさは認めているが、このような恐ろしい結果を引き起こした戦争の中で、自分がどのような役割を演じたかについては認めていない。私に言わせれば、この映画は非常に不道徳である。なぜなら、飛行機が製造された真の目的を覆い隠しており、しかも、これらの飛行機が中国や韓国の労働者によって製造されたという事実にまったく触れていないからだ」との批判的な声明を発表し、国内外のメディアで話題になるなどした。一方で、韓国の映画専門誌Cine21が「そもそも映画は現実をねじまげ、美化することで成立する芸術。だから、歴史を描くとなると、どの国の作品でも批判は避けられない。『風立ちぬ』に関して言えば、美しい作品だからこそ、なおさら歴史認識が注目を集めるし、複雑な思いを抱く人もいるはず。アジア、特に韓国にはそういう視点があると理解してもらいたい」とのコメントを掲載するなど、作品に対する純粋な評価と、批判に対する同情の声も上がっていた。

### 喫煙シーンへの賛否

#### 日本禁煙学会による批判
禁煙推進NPO団体である「NPO法人日本禁煙学会」は、2013年（平成25年）8月12日に、スタジオジブリに対する『要望書』を提出。映画はたばこ規制枠組み条約13条違反だと批判。教室での喫煙場面、職場で上司を含め職員の多くが喫煙している場面、高級リゾートホテルのレストラン内での喫煙場面などの登場を批判、特に、肺結核で療養中の妻の手を握りながらの喫煙描写は問題であり、この場面でタバコが使われなくてはならなかったのか？他の方法でも十分表現できた筈だ、と批判。また、大学生が「タバコくれ」とは、未成年者の喫煙を助長し、日本の法律である「未成年者喫煙禁止法」にも抵触するおそれがある、と批判した。しかし、これはスタジオジブリを誹謗中傷するものではなく、法令遵守した映画制作を願う、と云うステートメントを発表した。

#### 喫煙文化研究会による擁護
それに対して、愛煙家の団体である「喫煙文化研究会」（すぎやまこういち代表）は、2013年（平成25年）8月15日に、映画に対するプレスリリースを発表し、昭和10年代の喫煙率についての公式データが無いが、昭和25年のデータでは、男性の84.5％は喫煙者であり、映画の描写は極自然な事で一般的な描写であると指摘。国際条約との優位性に於いては、現在「憲法優位説」が通説となっており、たばこ規制枠組み条約より、表現の自由を定めた日本国憲法が上位であると指摘し、表現の自由に対する要望は意味を成さない、と指摘し、喫煙者と非喫煙者が、共生出来る『分煙社会を実現すべき』だ、と云うステートメントを発表した。
そもそも、作中の時代背景当時はタバコと病気の間に因果関係は無いと考えられていたため、医者を初めとする医療従事者でさえも平気で喫煙していた時代であり、タバコと病気の間に因果関係があると指摘され始めたのは戦後暫く経過してからのことである。そのため、作中の時代背景を考えれば喫煙シーンについて批判すること自体がおこがましいという意見が多数である。
なお、批判者側から特に問題とされた、肺結核で寝込んだ妻の横で主人公が妻の手を握りながら喫煙するシーンは、妻から離れて喫煙しようとしたところ、妻に「ダメ、ここで吸って」と言われ、渋々喫煙しているという前提があり、これは物語を理解する上で重要なシーンでもある。

#### その後
Business Journalと調査会社マクロミルが行った全国1000人対象のアンケートでは、日本禁煙学会の抗議に賛成が10.5%、反対が67.2%、わからないが22.3%となった。
2016年2月1日、世界保健機関（WHO）は映画やドラマの喫煙シーンが未成年者・若者の喫煙を導入したとの調査結果と共に、各国政府にそれらのレイティングをR18（成人向け）指定するよう勧告した。これに対し、ネット世論を中心に激しい反発が生じたが、そもそも日本政府にはこの勧告に従う義務はない。

## 賞歴

### 受賞
アニメーション映画部門
- 第34回ボストン映画批評家協会賞
- 第79回ニューヨーク映画批評家協会賞
- 第18回サンディエゴ映画批評家協会賞
- 第85回ナショナル・ボード・オブ・レビュー賞
- 第17回トロント映画批評家協会賞
- 第37回日本アカデミー賞 最優秀アニメーション作品賞
- 東京アニメアワード2014劇場公開部門グランプリ

個人部門
- 第41回アニー賞脚本賞（宮崎駿）
- 第37回日本アカデミー賞最優秀音楽賞（久石譲）
- 第64回芸術選奨文部科学大臣賞（鈴木敏夫）

その他
- 第68回毎日映画コンクールTSUTAYA映画ファン賞（日本映画部門）
- 第87回キネマ旬報ベスト・テン
  - 日本映画ベスト・テン 第7位
  - 読者選出 日本映画ベスト・テン 第5位

- 2013年度日本映画ペンクラブ 選定ベスト5　第3位
- 映画芸術 2013年日本映画ベストテン＆ワーストテン・ワースト2位
  - 『映画芸術』では、No.445（2013年秋号）において「国民的映画『風立ちぬ』大批判！」と題した批判的な巻頭特集が組まれている。

- 「カイエ・デュ・シネマ」誌が選ぶ2014年の映画トップ10 第5位
- 「サイト&サウンド」誌（英国映画協会発行）が選ぶ2014年の映画トップ20 第18位

### ノミネート
- 第70回ヴェネツィア国際映画祭（金獅子賞）コンペティション正式出品
- 第86回アカデミー賞長編アニメーション映画賞[148][149][150]
- ゴールデングローブ賞外国語映画賞
  - ゴールデングローブ賞にはアニメ映画賞も存在するが、アニメ映画賞ノミネートの条件となる英語音声が応募当時は制作されていなかったため、外国語映画賞へのノミネートとなった[151][152]。

## スタッフ
- 原作・脚本・監督 - 宮崎駿
- 作画監督 - 高坂希太郎
- 原画 - 稲村武志、山下明彦、賀川愛、田中敦子、山田憲一、山森英司、小野田和由、米林宏昌、横田匡史、二木真希子、芳尾英明、古屋勝悟、田村篤、古俣太一、今井史枝、廣田俊輔、三浦智子、奥田明世、近藤勝也、大塚伸治、友永和秀、押山清高、板津匡覧、浜洲英喜、杉野左秩子、栗田務、山川浩臣、大平晋也、青山浩行、大谷敦子、箕輪博子、鈴木美千代、遠藤正明、星野円哉、本田雄
- 作画協力：アニメトロトロ、スタジオたくらんけ、中村プロダクション、テレコム・アニメーションフィルム、カラー
- 動画検査 - 舘野仁美
- 美術監督 - 武重洋二
- 色彩設計 - 保田道世
- 撮影監督 - 奥井敦
- 音響演出・整音 - 笠松広司
- アフレコ演出 - 木村絵理子
- 編集 - 瀬山武司
- 原作掲載 - 月刊モデルグラフィックス
- 特別協賛 - KDDI
- 特別協力 - ローソン・読売新聞
- 宣伝プロデューサー - 高橋亜希人、細川朋子
- 製作担当 - 奥田誠治、福山亮一、藤巻直哉
- 音楽 - 久石譲（サントラ／徳間ジャパンコミュニケーションズ）
- 演奏 - 読売日本交響楽団
- 制作 - 星野康二・スタジオジブリ
- プロデューサー - 鈴木敏夫
- 配給 - 東宝
- 製作（日本テレビ、電通、博報堂DYMP、ディズニー、ディーライツ、東宝、KDDI）

## 声の出演
| 登場人物                      | 日本語版キャスト         | 英語版キャスト                 |
| ----------------------------- | ------------------------ | ------------------------------ |
| 堀越二郎                      | 庵野秀明                 | ジョセフ・ゴードン＝レヴィット |
| 里見菜穂子                    | 瀧本美織                 | エミリー・ブラント             |
| 本庄                          | 西島秀俊                 | ジョン・クラシンスキー         |
| 黒川                          | 西村雅彦                 | マーティン・ショート           |
| カストルプ                    | スティーブン・アルパート | ヴェルナー・ヘルツォーク       |
| 里見                          | 風間杜夫                 | ウィリアム・H・メイシー        |
| 二郎の母                      | 竹下景子                 |                                |
| 堀越加代                      | 志田未来                 | メイ・ホイットマン             |
| 服部                          | 國村隼                   | マンディ・パティンキン         |
| 黒川夫人                      | 大竹しのぶ               | ジェニファー・グレイ           |
| カプローニ                    | 野村萬斎                 | スタンリー・トゥッチ           |
| 絹                            | 渋谷はるか               |                                |
| 堀越二郎（少年期）            | 鏑木海智                 | ザック・カリソン               |
| 堀越加代（幼少期）            | 信太真妃                 |                                |
| 里見菜穂子（幼少期）          | 飯野茉優                 |                                |
| ドイツ人警備員 飛行機の機関士 | サッシャ                 |                                |
| 曽根                          |                          | イライジャ・ウッド             |
| 片山                          |                          | ダレン・クリス                 |
| 三菱の従業員                  |                          | ローナン・ファロー             |

### 英語版
ジブリ作品の『崖の上のポニョ』や『借りぐらしのアリエッティ』、『コクリコ坂から』に続いてフランク・マーシャルが製作を担当する吹替版の配役は、主演の2人にジョセフ・ゴードン＝レヴィットとエミリー・ブラント。カプローニ役にイタリア系の俳優スタンリー・トゥッチ。そしてカストルプ役にはドイツの映画監督で、俳優としても演じるヴェルナー・ヘルツォークが発表された。
レヴィットはインタビューに応えて、長年尊敬してきた「宮崎映画の映像はとても心を揺さぶられる」ものであり、細部にこだわるビジュアルが「見事な絵画のよう」だと語った。さらに「飛行機作りのプロセスは、もの作りに生涯をささげている人全てに通じる」「この偉大な才能あふれる監督は、この偉大な才能あふれる航空技術者を自分に重ね合わせたに違いない」とも語った。そして「二郎は一貫して礼儀正しい態度を取って」おり、演じるにあたって「どの瞬間にもフォーマルさを注入することを常に心がけた」という。また敬愛するヴェルナー・ヘルツォーク監督とドイツ語で歌った共演についても歓びを明かした。

## 音楽

### 劇伴
「旅路」ほか
作曲 - 久石譲
サウンドトラックには31曲が収録されている。

### 主題歌
「ひこうき雲」
作詞・作曲・歌 - 荒井由実（EMI Records Japan）
2012年11月の『魔女の宅急便』のブルーレイ発売記念トークイベントに松任谷由実（荒井由実）とプロデューサーの鈴木敏夫が出席した際、鈴木が主題歌として使用したい意向を打診。その後、話し合いが進められ、4月の岩谷時子賞授賞式にて正式に主題歌に決まったことを松任谷由実が発表した。

### 挿入曲
「Das gibt's nur einmal」（邦題「唯一度だけ」）
作詞 - Robert Gilbert / 作曲 - Werner Richard Heymann
1931年のドイツ映画『会議は踊る』の主題歌として使われている。劇中ではカストルプ、里見や堀越らが逗留中の軽井沢で歌うシーンがある。

## 朗読詩
「風」
原詩 - Christina Rossetti / 訳詩 - 西條八十（日本コロムビア）
「誰が風を見たでしょう…」から始まり、予告編では、冒頭に流れる詩である。なお映画では、原詩にはないフレーズが最後に付け加えられている。この訳詩に草川信が作曲した歌は、2007年に日本の歌百選の1曲に選定されている。

## 関連商品

### 作品本編に関するもの
映像ソフト
- 風立ちぬ DVD - ウォルト ディズニー スタジオ ホーム エンターテイメント（2014年6月18日）
  - DVD（宮崎駿監督作品集） - ウォルト・ディズニー・スタジオ・ジャパン （2014年7月2日発売）

- 風立ちぬ Blu-ray Disc - ウォルト・ディズニー・スタジオ・ジャパン（2014年6月26日）
  - Blu-ray Disc（宮崎駿監督作品集） - ウォルト・ディズニー・スタジオ・ジャパン （2014年7月2日発売）

出版
- 『風立ちぬ THIS IS ANIMATION』(小学館、2013年7月20日、ISBN 978-4-09-103821-0)
- 『風立ちぬ ビジュアルガイド』 ニュータイプ編集部編 (角川書店、2013年7月20日、ISBN 978-4-04-110510-8)
- 『スタジオジブリ絵コンテ全集19 風立ちぬ』(徳間書店、2013年7月31日、ISBN 978-4-19-863638-8)
- 『THE ART OF THE WIND RISES 風立ちぬ』(徳間書店、2013年7月24日、ISBN 978-4-19-810015-5)
- 『風立ちぬ』〈徳間アニメ絵本〉(徳間書店、2013年8月30日、ISBN 978-4-19-863656-2)
- 『風立ちぬ フィルム・コミック』 (アニメージュ編集部編、徳間書店（上）、2013年8月31日、ISBN 978-4-19-770162-9)
- 『風立ちぬ フィルム・コミック』 (アニメージュ編集部編、徳間書店（下）、2013年9月21日、ISBN 978-4-19-770163-6)
- 『ロマンアルバム 風立ちぬ』(徳間書店、2013年10月11日、ISBN 978-4-19-720374-1)
- 『風立ちぬ 宮崎駿の妄想カムバック』、絵画本(大日本絵画、2015年10月8日、ISBN 978-4-49-923167-1)
- 『ジブリの教科書18 風立ちぬ』 スタジオジブリ編、(文藝春秋〈文春ジブリ文庫〉、2018年5月10日、ISBN 978-4-16-812017-6)
- 『シネマ・コミック18 風立ちぬ』(文藝春秋〈文春ジブリ文庫〉、2019年7月、ISBN 978-4-16-812117-3)

音楽
- 風立ちぬ サウンドトラック 徳間ジャパンコミュニケーションズ （2013年7月17日）TKCA-73920
- スタジオジブリ 宮崎駿&久石譲 サントラCD Boxset [Limited Edition] 徳間ジャパンコミュニケーションズ（2014年7月）

## テレビ放送
2015年2月20日に日本テレビ系列『金曜ロードSHOW!』（40分拡大）にてテレビ初放送。

### テレビ放送の視聴率
| 回数 | 放送日時      | 視聴率 |
| ---- | ------------- | ------ |
| 1    | 2015年2月20日 | 19.5%  |
| 2    | 2019年4月12日 | 10.1%  |
| 3    | 2021年8月27日 | 10.2%  |

## ラジオドラマ
2021年8月5日と8月12日の午後10時00分からTBSラジオでラジオドラマとして2週連続で放送。脚本は丹羽圭子、映画版で音響演出・整音を担当した笠松広司が音響効果を担当。ラジオドラマ版では二郎と妻の菜穂子の2人の視点で描かれた。
出演者は映画版に出演した俳優ではなく、全員がTBSアナウンサーである。堀越二郎役は山本匠晃アナウンサー、里見菜穂子役は皆川玲奈アナウンサーが担当。

### 声の出演
登場人物と担当キャストはエンディングでの出演者紹介（読み出し）より。
| 登場人物   | キャスト | 備考            |
| ---------- | -------- | --------------- |
| 堀越二郎   | 山本匠晃 |                 |
| 里見菜穂子 | 皆川玲奈 |                 |
| 本庄       | 藤森祥平 |                 |
| 堀越加代   | 上村彩子 |                 |
| 黒川       | 蓮見孝之 |                 |
| 黒川夫人   | 出水麻衣 |                 |
| 里見       | 佐藤文康 |                 |
| 服部       | 清水大輔 |                 |
| カストルプ | 宮内鎮雄 | [ 169 ] [ 170 ] |
| カプローニ | 斎藤哲也 |                 |
| 絹         | 不明     | [ 171 ]         |